# Neurofunk
Neurofunk ist ein Ende der 1990er-Jahre entstandenes Subgenre des Drum and Bass. Pioniere dieses Bereichs sind die Drum-and-Bass-Produzenten Ed Rush, Optical, Matrix und MC/Produzent Ryme Tyme.  Dieser Stil, der sich aus dem Drum-and-Bass-Subgenre Techstep weiterentwickelt hat, enthält viele Einflüsse unter anderem aus den Musikrichtungen Techno und Acid.

## Geschichte
Erstmals verwendet wurde die Bezeichnung Neurofunk 1997 von dem Kulturjournalisten Simon Reynolds in einem Artikel des Musikmagazins The Wire.
Charakteristisch für den Neurofunk sind Bassmelodien, die schnell vibrierend von Note zu Note (zum Teil eine ganze Oktave) gleiten, harte Sägezahnwellen-Klänge, sowie abgedämpfte, kurze Snaredrums. Das Klangbild des Neurofunk wird insgesamt meist als düster und kalt beschrieben.
Bekannte Vertreter sind z. B. Billain, KOAN Sound und Black Sun Empire sowie Sindicate.

## Stiltypische Tracks (Auswahl)
- Ed Rush & Optical – Funktion
- TeeBee – Metreon
- Black Sun Empire – Firing Squad
- Ed Rush & Optical – Bacteria
- Noisia – The Distance
- Billain – Blockfield
- Bad Company – The Nine
- Spor – Breath in, Scream out